# اسکاس
اسکاس (به لاتین: Escàs) یک روستا در آندورا با جمعیت ۷۴۰ نفر است که در لا ماسانا واقع شده‌است.